# Футбольна асоціація Ірландії
Футбольна асоціація Ірландії (Football Association of Ireland) — керівний орган ірландського футболу. ФАІ створено 1 червня 1921 року. Член ФІФА з 1923-го. Президент — Девід Блад.
Рішення про створення такої структури ухвалили керівники клубів з Півдня Ірландії. Це було результатом багатьох суперечностей та чвар між двома футбольними центрами Ірландії: Дубліном і Белфастом. Штаб-квартира Ірландської Футбольної Асоціації розташовувалась на півночі, у Белфасті, що був переважно протестантським, тоді як більшість ірландців — католики. Клуби з Дубліна часто відчували певну упередженість керівництва ІФА щодо команд з-поза Ольстера. Влітку 1921-го у Дубліні домовилися і щодо проведення першого чемпіонату Ірландії і першого розіграшу кубка. У 1923-у як «Футбольна Асоціація Ірландської незалежної держави» (Football Association of the Irish Free State) ввійшла до ФІФА.
Тоді вже існувала одна «збірна Ірландії». Старша та впливовіша Ірландська Футбольна Асоціація зі штаб-квартирою у Белфасті претендувала на те, щоб представляти інтереси всього острова і до 50-х років під назвою «Ірландія» виступало 2 збірні: збірна Ірландії та Республіки Ірландії. Обидві запрошували до свого складу найсильніших ірландських футболістів, тож ті могли грати як за одну, так і за іншу команду (попри те, що національні чемпіонати Ірландії та Північної Ірландії проводились окремо). ФІФА втрутилось тільки у 1953 році, ухваливши рішення називати одну з них «Ірландія», а іншу «Північна Ірландія».